# Jarrod Jones
Jarrod Jones, né le 24 mai 1990, à Michigan City, dans l'Indiana, est un joueur américain naturalisé hongrois de basket-ball. Il évolue au poste de pivot.

## Palmarès
- Champion de Hongrie 2013, 2016